# Gekko kuhli
Gekko kuhli là một loài thằn lằn trong họ Gekkonidae. Loài này được Creveldt mô tả khoa học đầu tiên và đặt tên năm 1809 là Lacerta homalocephala, nhưng danh pháp này đã bị chiếm chỗ trước bởi Lacerta homalocephala Suckow, 1798. Năm 1902 Leonhard Stejneger đặt lại tên khoa học cho nó là Ptychozoon kuhli để vinh danh tác giả đặt tên chi Ptychozoon là Heinrich Kuhl.
Lacerta homalocephala Creveldt, 1809 là loài điển hình của chi Ptychozoon Kuhl & Van Hasselt, 1822. Lacerta homalocephala cũng là loài điển hình của phân chi Ptychozoon Wood et al., 2019.

## Hình ảnh

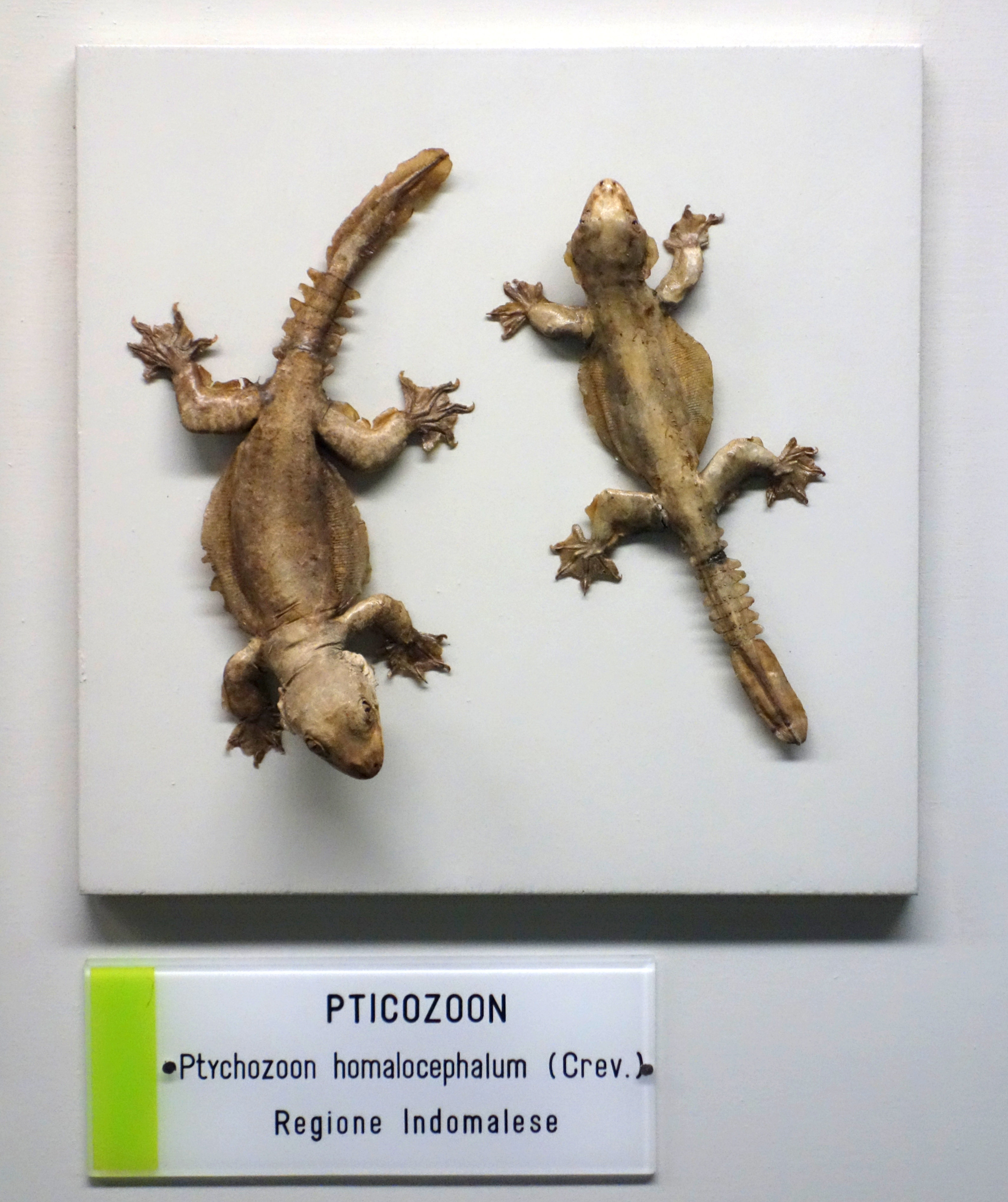
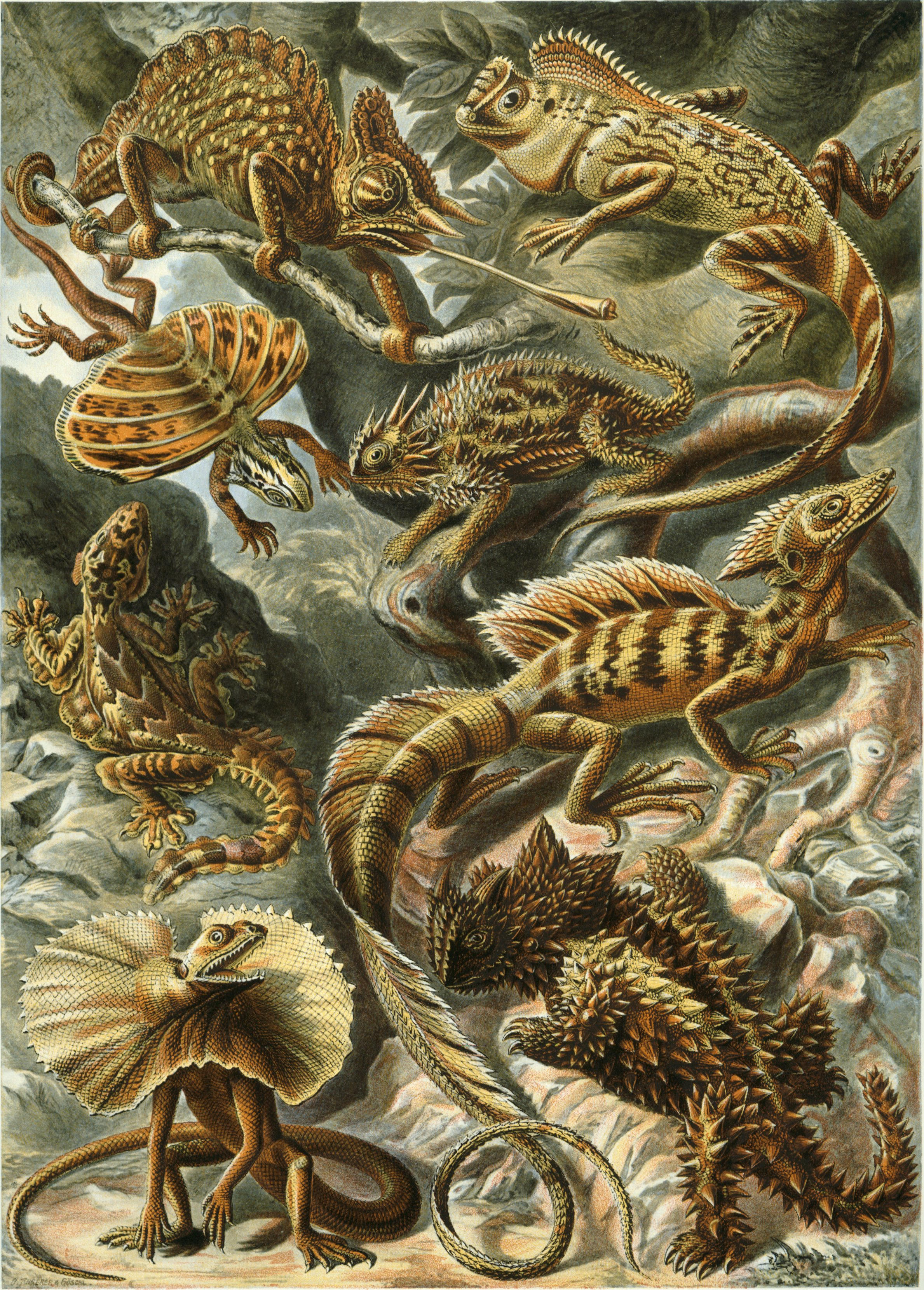
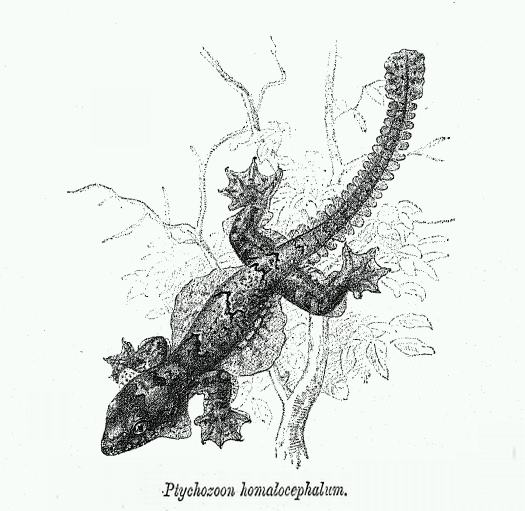